# San Francisco (Antioquia)
San Francisco es un municipio de Colombia, localizado en la subregión Oriente del departamento de Antioquia. Limita por el norte con el municipio de San Luis, por el este y por el sur con el municipio de Sonsón y por el oeste con los municipios de Sonsón y Cocorná. Su cabecera dista 96 kilómetros de la ciudad de Medellín, capital del departamento de Antioquia. El municipio posee una extensión de 373 kilómetros cuadrados.

## Historia
El lugar donde hoy está San Francisco tuvo antiguamente el nombre de “El Morrón”.
Fue fundado en 1830 como corregimiento del municipio de Cocorná. En febrero de 1986 fue erigido en municipio con el nombre de San Francisco, en memoria del santo del mismo nombre.
Este territorio fue antiguamente un poblamiento indígena, que se remonta a tiempos prehispánicos. Los indígenas, tanto nativos como forasteros, permanecieron dispersos en la zona hasta la creación de los resguardos, a los cuales parece que sólo algunos indígenas se acogieron, pues los demás continuaron en su condición de indígenas libres en sitios alejados y aislados. No hubo en este distrito una unidad ni una organización comunitaria que permitese una explotación a fondo de los recursos naturales.
No se conoce con precisión cuándo llegaron los conquistadores españoles a estas tierras. Actualmente, San Francisco es todavía un pequeño municipio enclavado entre la topografía quebrada del oriente antioqueño. Su vocación es agrícola y sus habitantes conservan en buena proporción su cultura rural campesina y tradicional. De él parten varios caminos de herradura que llegan al río Magdalena y que en siglos pasados fueron utilizados intensamente por los arrieros paisas.

## Generalidades
- Fundación, 1830
- Erección en categoría de municipio, ordenanza 57 de 1986
- Fundadores: En su mayoría indígenas con apellidos como Navá, Pamplona, Toro, Ciro, Suaza, y Aristizábal, entre otros
- Apelativo: Ventana Ecológica del Oriente Antioqueño.

## División Político-Administrativa
Su Cabecera municipal tiene en su periferia al centro poblado: Pailania. San Francisco tiene bajo su jurisdicción el siguiente corregimiento:
| Corregimiento | Centros Poblados        | Veredas |
| Aquitania     | - Aquitania - Río Claro | Pocitos, San Pedro, La Fe Playa Linda,San Rafael, La Holanda, La Honda, Comejenes, El Portón, Altavista, La Arauca, San Agustín, El Brillante, El Jardín de Aquitania, El Arrebol, La Foresta, La Florida, El Venado Chumurro, Los Yerbales, La Cristalina, La Nutria -Caunzanales. |

## Demografía
Población Total: 5 648 hab. (2018)
- Población Urbana: 2 486
- Población Rural: 3 162

Alfabetismo: 75.5% (2005)
- Zona urbana: 77.9%
- Zona rural: 74.2%

### Etnografía
Según las cifras presentadas por el DANE del censo 2005, la composición etnográfica del municipio es: 
- Mestizos & blancos (99,9%)
- Afrocolombianos (0,1%)

## Vías de acceso
Su única vía de acceso por carretera, es con la autopista Medellín Bogotá, pasando por el corregimiento La Piñuela y el centro poblado Pailania, ambos pertenecientes a Cocorná. 
La vía fue pavimentada recientemente.

## Economía
- Agricultura: Yuca Fruta  y cacao

- Ganadería de doble propósito
- Madera como soto

## Fiestas
- Fiestas del Bosque y del Retorno en el segundo puente de junio
- Semana Santa (según calendario litúrgico)
- Fiestas patronales de San Francisco de Asís, primera semana de octubre.

## Sitios de interés
- Sembrado de flores exóticas en el Parque Principal. Cultivo de flores exóticas que despierta admiración entre sus visitantes. Entre esos cultivos se pueden apreciar variedades de heliconias.

- Río Santo Domingo. El canotaje y los botes a remos tienen en el río Santo Domingo un lugar donde realizar sus actividades. Las hermosas riberas y aguas tranquilas les favorecen, y los paisajes son considerados de gran belleza, en especial las islas que hay a lo largo de la travesía. Cada año se puebla con peces de la región, como bocachico, bagre y mojarra amarilla, para deleite de los seguidores de la pesca deportiva.

- Trapiches Paneleros

- Cuenca hidrográfica del río Claro - Cocorná Sur. Declarada Reserva Natural Nacional por su gran biodiversidad.

- Corregimiento de Aquitania. Paso obligatorio de las caravanas que venían del río Magdalena y sus cercanías hacia el Oriente y centro de Antioquia. Es considerado el balcón del Magdalena Medio.

- Cerro La Vieja. Su altura posibilita observar el valle de San Nicolás, que acoge a Rionegro, El Santuario y Marinilla, así como el cañón del río Verde, el municipio de Santo Domingo y el páramo de Sonsón.

- Balnearios de la vereda Pailania, posee unas inmensas piscinas naturales de colores verdes y azules. Su gran atractivo, además de su tamaño, es el color transparente del agua.

- Iglesia parroquial de San Francisco de Asís

- Capilla de Aquitania